# Teufenbach-Katsch
Teufenbach-Katsch é um município da Áustria, situado no distrito de Murau, no estado da Estíria. Tem 42,27 km² de área e sua população em 2019 foi estimada em 1.886 habitantes.
O município foi fundado como parte da reforma municipal da Estíria, realizada no final de 2014, a partir da fusão dos antigos municípios independentes de Teufenbach e Frojach-Katsch.